# José María Pinheiro
José María Pinheiro (* 31. Juli 1938 in Nazaré Paulista, Brasilien) ist ein römisch-katholischer Geistlicher und Altbischof von Bragança Paulista.

## Leben
José María Pinheiro empfing am 27. Dezember 1964 die Priesterweihe für das Erzbistum São Paulo.
Papst Johannes Paul II. ernannte ihn am 12. Februar 1997 zum Weihbischof in Guajará-Mirim und Titularbischof von Cabarsussi. Der Bischof von Guajará-Mirim, Geraldo Verdier, spendete ihm am 19. April desselben Jahres die Bischofsweihe; Mitkonsekratoren waren George Marskell SFM, Prälat von Itacoatiara, und Bruno Gamberini, Bischof von Bragança Paulista.
Am 6. August 2003 wurde er zum  Weihbischof in São Paulo ernannt. Am 9. März 2005 wurde er zum Bischof von Bragança Paulista ernannt und am 8. Mai desselben Jahres in das Amt eingeführt. Von seinem Amt trat er am 16. September 2009 zurück.